# Rossburg
Rossburg és una població dels Estats Units a l'estat d'Ohio. Segons el cens del 2000 tenia 224 habitants.

## Demografia
Segons el cens del 2000, Rossburg tenia 224 habitants, 86 habitatges, i 62 famílies. La densitat de població era de 617,8 habitants/km².
Dels 86 habitatges en un 31,4% hi vivien nens de menys de 18 anys, en un 58,1% hi vivien parelles casades, en un 5,8% dones solteres, i en un 27,9% no eren unitats familiars. En el 26,7% dels habitatges hi vivien persones soles l'11,6% de les quals corresponia a persones de 65 anys o més que vivien soles. El nombre mitjà de persones vivint en cada habitatge era de 2,6 i el nombre mitjà de persones que vivien en cada família era de 3,16.
Per edats la població es repartia de la següent manera: un 26,8% tenia menys de 18 anys, un 11,2% entre 18 i 24, un 28,1% entre 25 i 44, un 22,8% de 45 a 60 i un 11,2% 65 anys o més.
L'edat mediana era de 36 anys. Per cada 100 dones de 18 o més anys hi havia 100 homes.
La renda mediana per habitatge era de 30.583 $ i la renda mediana per família de 43.125 $. Els homes tenien una renda mediana de 30.833 $ mentre que les dones 18.906 $. La renda per capita de la població era de 16.376 $. Aproximadament el 3,5% de les famílies i el 4,3% de la població estaven per davall del llindar de pobresa.

## Poblacions més properes
El següent diagrama mostra les poblacions més properes.